# Gerhard Neumann (Archäologe)
Gerhard Neumann (* 20. Oktober 1931 in Liessau, Kreis Marienburg (Westpreußen); † 12. Dezember 2000 in Athen) war ein deutscher Klassischer Archäologe.
Nach seiner Schulzeit in Lübeck studierte Gerhard Neumann Klassische Archäologie, Alte Geschichte, Philosophie und Ägyptologie in Tübingen, München und London. 1960 wurde er bei Bernhard Schweitzer in Tübingen promoviert und erhielt danach für zwei Jahre das Reisestipendium des Deutschen Archäologischen Instituts. Es folgten fünf Jahre als Referent an der Abteilung Athen des Deutschen Archäologischen Instituts, ab 1969 eine wissenschaftliche Assistenz in Tübingen, dann 1972 die Habilitation und 1978 bis 1997 eine Professur für Klassische Archäologie an der Universität Tübingen. Seit 1968 war er korrespondierendes Mitglied des Deutschen Archäologischen Institutes; 1982/83 Mitglied des Institute for Advanced Study in Princeton.
Wichtige Forschungen leistete Neumann zu griechischen Gesten und Gebärden, zur insbesondere klassischen griechischen Plastik und zum Philhellenismus im 19. Jahrhundert.

## Schriften (Auswahl)
- Gesten und Gebärden in der griechischen Kunst. Gebr. Mann, Berlin 1965 (Dissertation).
- Probleme des griechischen Weihreliefs. Wasmuth, Tübingen 1979 (Habilitationsschrift).
- Zum Verhältnis von Grabdenkmal und Grabinschrift in der archaischen und klassischen Zeit Griechenlands. In: Wort und Bild. München 1979, S. 219–235.
- Carl Haller. Der Künstler im zeitgenössischen Athen. In: Carl Haller von Hallerstein in Griechenland. Berlin 1986, S. 73–77, 125.